# Gaslighting

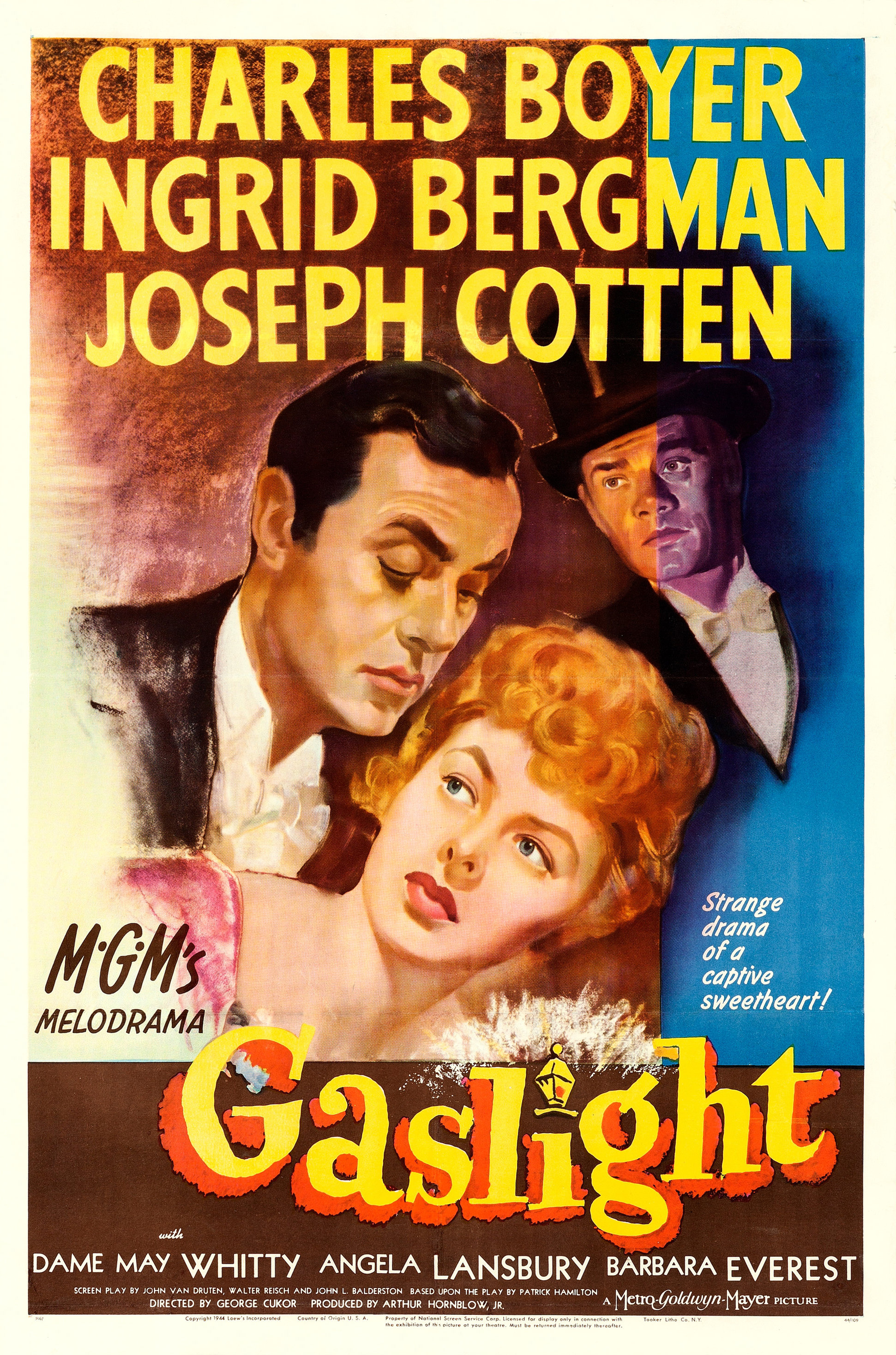
Locandina del film Gaslight (in italiano Angoscia) da cui si è originato il termine gaslighting

Il gaslighting, o manipolazione psicologica maligna in italiano, è una forma di manipolazione psicologica nella quale un maltrattante agisce con l'intento di far dubitare il maltrattato della sua memoria e percezione. Può consistere nella messa in scena di eventi bizzarri con l'intento di disorientare l'altrо, o negare che gli episodi siano mai accaduti, eventualmente insinuando che il maltrattato si inventi le cose, abbia vuoti di memoria, o sia troppo "stupido" per capire quello che voleva "veramente" dire o fare il maltrattante. 
Gaslighting è una parola di origine colloquiale, ma il termine è stato anche usato nella letteratura clinica.

## Etimologia
Il termine deriva dall'opera teatrale del 1938 Gaslight (inizialmente nota come Angel Street negli Stati Uniti) del drammaturgo britannico Patrick Hamilton, e dagli adattamenti cinematografici entrambi intitolati Gaslight,  del 1940, per la regia di Thorold Dickinson, e del 1944 (conosciuto in Italia come Angoscia), per la regia di George Cukor. Nella storia un marito cerca di portare la moglie alla pazzia manipolando piccoli elementi dell'ambiente, per esempio affievolendo le luci delle lampade a gas. La moglie nota questi cambiamenti, ma il marito insiste nell'affermare che è lei a ricordare male o inventarsi le cose. Questo porta la moglie a dubitare sempre di più delle proprie sensazioni e a diventare emotivamente instabile.

## Funzionamento

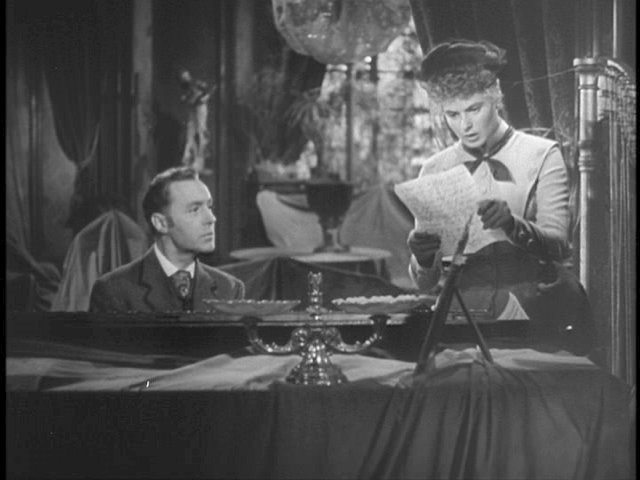
Una scena del film Angoscia (Gaslight) del 1944

Il gaslighting è un caso speciale di diversione basata su sottili manipolazioni verbali o gestuali (espressioni facciali, intonazioni, atteggiamento...) con cui il maltrattante mette in dubbio ogni scelta, sentimento, emozione, valore, ecc. del maltrattato. 
Per esempio, il maltrattante può ignorare completamente l'altra persona, poi riconsiderarla fortemente, poi ignorarla di nuovo, e via di questo passo. Così il maltrattato abbassa i propri standard relazionali ed emotivi, percepisce se stesso come "indegno", non è più in grado di fidarsi delle sue emozioni e diventa sempre più dipendente dal maltrattante. Questo perché il maltrattato interiorizza la violenza e inizia a pensare che il maltrattante veda le sue debolezze perché è più forte, quindi è più degno di fiducia. 
Insomma, il gaslighting funziona come un'inversione dei ruoli di maltrattante e maltrattato.
L'obiettivo del maltrattante è di far sentire sempre in difetto il maltrattato, così da sopprimere le sue reazioni di autodifesa. Ciò facendo, il maltrattante sfugge alle sanzioni che merita e può continuare a ripetere l'abuso.

### Gaslightinge introiezione
In un influente articolo intitolato Some Clinical Consequences of Introjection: Gaslighting ("Alcune conseguenze cliniche dell'introiezione: Gaslighting") gli autori dimostrano che il gaslighting coinvolge la proiezione e l'introiezione dei conflitti psichici del maltrattante sul maltrattato: "questa imposizione è basata su un tipo molto particolare di transfert... di conflitti mentali dolorosi e potenzialmente dolorosi".
Gli autori esplorano una varietà di ragioni che spiegano come mai il maltrattato può avere "una tendenza a incorporare e assimilare quello che gli altri esternalizzano e proiettano su di loro", e concludono che il gaslighting può essere "una configurazione molto complessa e altamente strutturata che coinvolge contributi da molti elementi dell'apparato psichico".

### Gaslighting di primo e secondo ordine
Il gaslighting di primo ordine si ha quando il maltrattante e il maltrattato cercano di trovare un punto d’accordo su un concetto condiviso, ma non ci riescono.
Il gaslighting di secondo ordine si verifica quando il maltrattante e il maltrattato NON vogliono trovare un punto d’accordo su un concetto condiviso e, difatti, non lo trovano e discordano sul fatto che il concetto in questione possa essere usato in un certo contesto.

## Studi sulle relazioni di coppia
Negli anni Ottanta gli psicologi Gass e Nichols usavano il termine gaslighting per descrivere una dinamica osservata fra coniugi in alcuni casi di adulterio:
Negli anni Novanta Jacobson e Gottman riferivano che alcuni coniugi violenti potrebbero usare il gaslighting sull'altro coniuge, anche negando fermamente di aver mai commesso atti di violenza. Questo comportamento è notato nei casi di abusi sia verso il coniuge che verso i figli . A furia di sentirsi ripetere che la sua versione dei fatti è errata, il maltrattato finisce per credere alla versione del maltrattante. Questo rafforza la situazione di plagio e fa sì che gli estranei, che altrimenti avrebbero difeso il maltrattato, diventino complici involontari: anche loro finiscono per sottovalutare o minimizzare il maltrattamento, rafforzando i sentimenti di abbandono e colpa delle vittime. Per esempio, i testimoni esterni possono dire a se stessi: "Se fosse così grave, lui/lei se ne sarebbe già andato o l'avrebbe tagliato fuori". Ma il maltrattato rimane con il maltrattante non perché non è stato maltrattato abbastanza, ma perché lo è stato così tanto che i suoi meccanismi di autodifesa (fuga o ribellione) sono stati distrutti.
Negli anni 2000 la psicologa Martha Stout sosteneva che i sociopatici usano frequentemente tattiche di gaslighting. Essi trasgrediscono coerentemente leggi e convenzioni sociali, sfruttano gli altri, ma tipicamente sono anche bugiardi credibili e convincenti che negano coerentemente ogni misfatto. Così, alcune loro vittime possono dubitare della propria percezione.

## Nelle relazioni familiari e lavorative
Il termine gaslighting descrive strategie di manipolazione mentale messe in atto non solo nelle relazioni amorose, ma anche in quelle familiari e lavorative. 
Nel contesto familiare il gaslighting può riguardare la relazione genitore-figlio. In questo caso specifico, la manipolazione è un effetto dell’iperprotettività dei genitori, che può avere come conseguenza la totale subordinazione dei figli. Tale condizione è favorita dall’insinuazione di colpe e paure, che si ha, per esempio, quando il genitore sminuisce le abilità o denigra gli interessi dei figli. Per tale ragione i figli che hanno subìto gaslighting potrebbero sviluppare insicurezze e bassa autostima. 
Nel contesto lavorativo il gaslighter può essere un collega o un superiore. Anche in questo caso l’obiettivo principale è quello di destabilizzare l'altra persona, di trascinarla in una condizione di totale dipendenza e sottomissione. Ciò avviene, per esempio, quando il collega o superiore nega di aver ricevuto una proposta, un suggerimento o un’idea dal dipendente, che per questo potrebbe arrivare al punto di dubitare di se stesso. Stress, incertezza e insoddisfazione sono le principali conseguenze del gaslighting sul lavoro.  
Tutti i tipi di gaslighting, inclusa quella che riguarda le relazioni di coppia, possono essere perpetrate (o subìte) a prescindere dal sesso degli individui coinvolti. Nelle relazioni amorose uno dei partner può minare la stabilità emotiva dell’altro, che finisce a trovarsi in un ciclo di violenza psicologica.

## Test per autodiagnosi

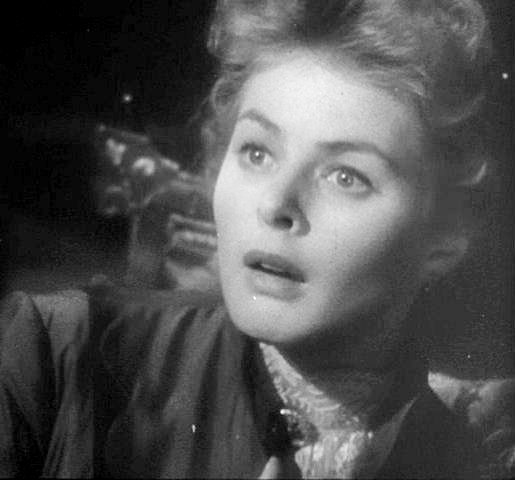
Ingrid Bergman nello stesso film

Secondo Ramani Durvasula, quando si sente la necessità di registrare o mettere per iscritto le conversazioni con una determinata persona, per essere sicuri di non essersi inventati tutto, è un campanello d'allarme del fatto che si è probabilmente vittime di gaslighting.
Alcune frasi tipiche del gaslighting sono:
- "Sei troppo permaloso, stavo scherzando"
- "Non devi sentirti così"
- "Non ho mai detto questo, hai capito male, come sempre"
- "Ti ricordi male, come sempre"
- "Capisci sempre le cose di traverso"
- "Questo non è mai successo, ti inventi le cose"
- "Ma stai bene? Mi sto preoccupando per te, perché dici cose strane"

## In altre discipline
Alice Leroy nel numero 806 di Cahiers du cinéma, dedicato alle cineaste e al loro sguardo ai tempi del Me Too, recensendo il libro di Hélène Frappat Le Gaslighting ou l'Art de faire taire les femmes (2023) e scrivendo dell'incubo coniugale descritto nel film di George Cukor, fa riferimento, oltre a filosofi, psicanalisti, sociologi e teorici della comunicazione che hanno approfondito con i loro lavori le tematiche del film, a personaggi politici contemporanei e del passato arrivando a citare Hannah Arendt in quanto teorica insospettabile del gaslighting esteso dalla sfera domestica al campo della storia e della politica. Benché la storica e filosofa tedesca naturalizzata statunitense non abbia mai usato tale termine, continua la Leroy, l'individuazione di tale passaggio da una sfera personale a quella universale ne farebbe la radice del negazionismo.

## Esempi clinici e popolari
- I componenti della Famiglia Manson nei crimini compiuti durante la fine degli anni sessanta entravano nelle case senza rubare nulla, ma spostavano i mobili per turbare i residenti.[14]